# José Enrique Marrero Regalado
José Enrique Marrero Regalado (Granadilla de Abona, 8 febbraio 1897 – Santa Cruz de Tenerife, 17 gennaio 1956) è stato un architetto spagnolo.

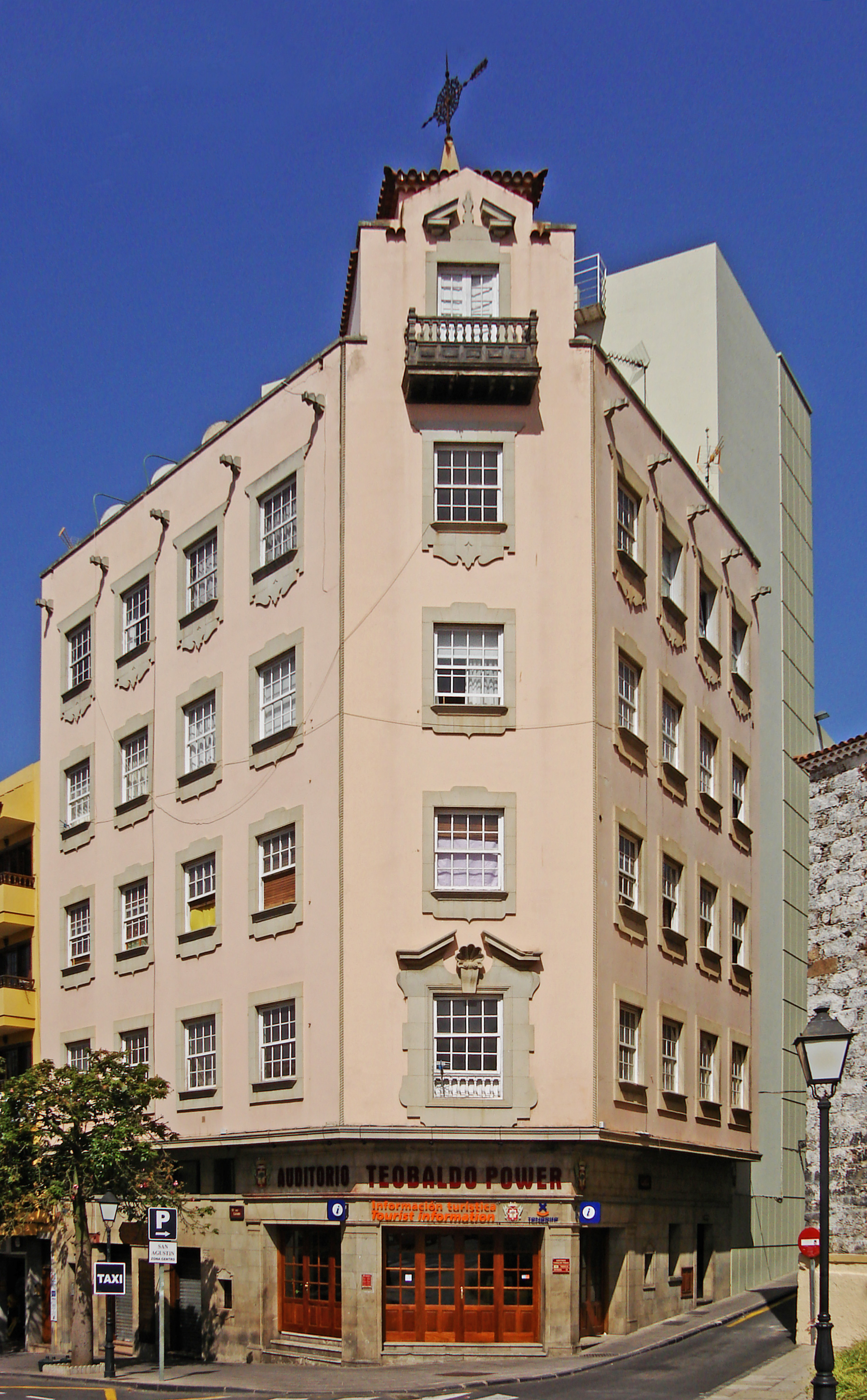
Auditorio Teobaldo Power, La Orotava.

Fu autore di numerose opere architettoniche della città di Santa Cruz de Tenerife come il Palacio Insular, il Mercato di Nostra Signora dell'Africa, l'Orfanotrofio o il Cinema Victor. È stato inoltre l'autore dell'Auditorio Teobaldo Power, a La Orotava, della Basilica di Nostra Signora della Candelaria, a Candelaria, e di un grande progetto che però non fu concluso, il lebbrosario di Arico, in  Abades.
Il suo stile "canarista" o neo-canario contiene una serie di elementi particolari come l'aspetto sovraccarico e monumentale (barocco coloniale), sempre all'interno dello stile franchista dell'architettura del dopoguerra.

## Opere

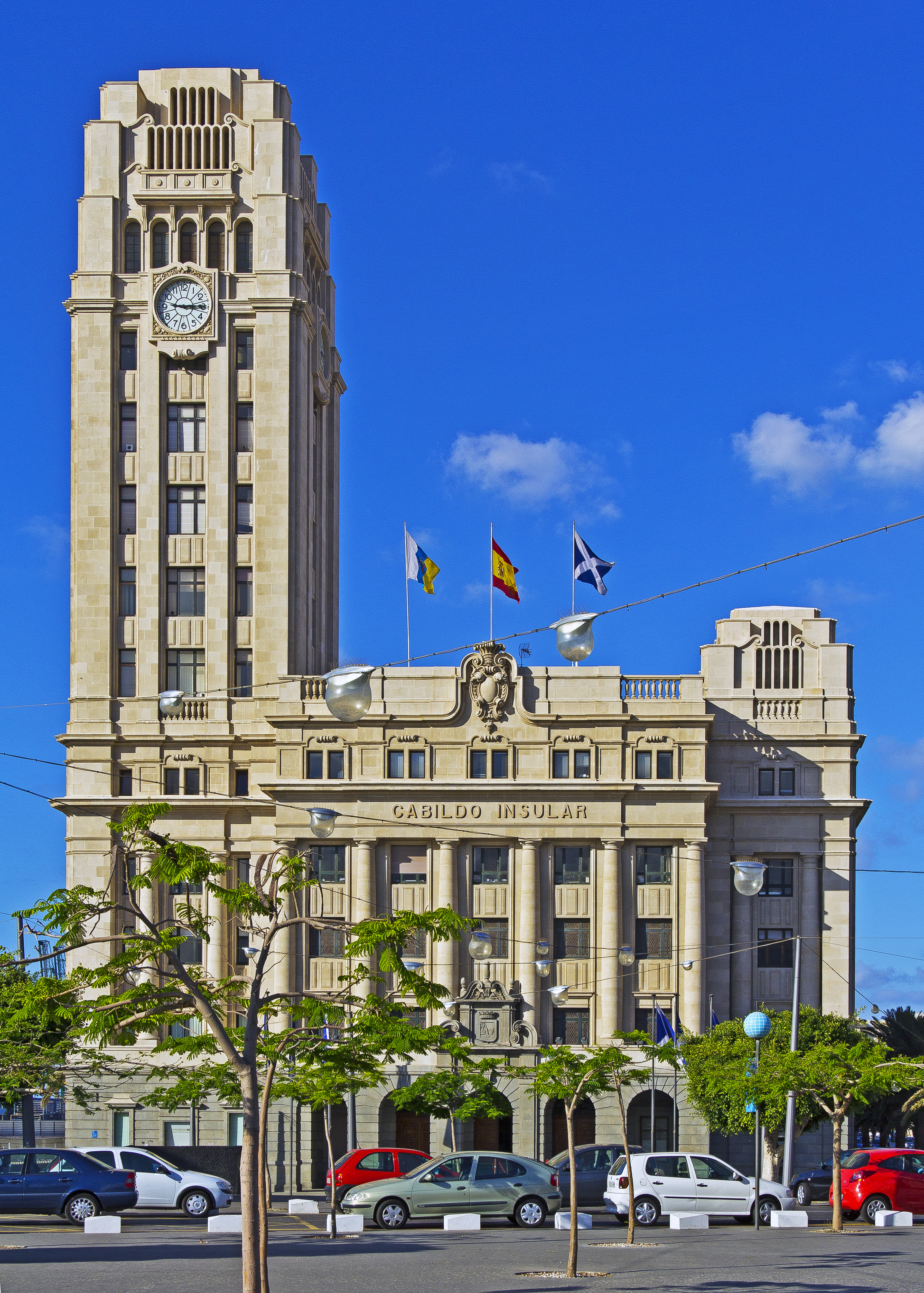
Edificio del Palacio Insular de Tenerife
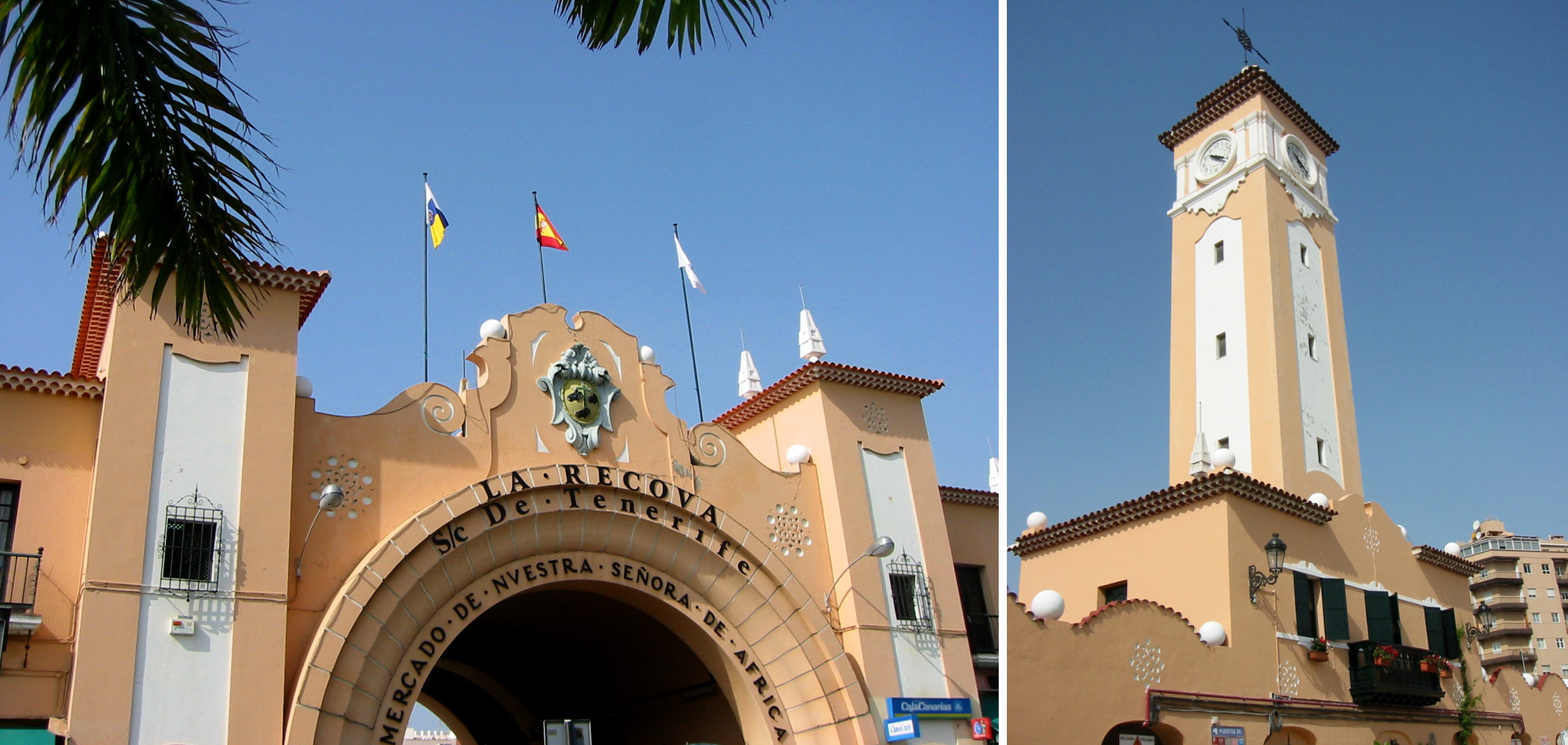
Mercato di Nostra Signora dell'Africa
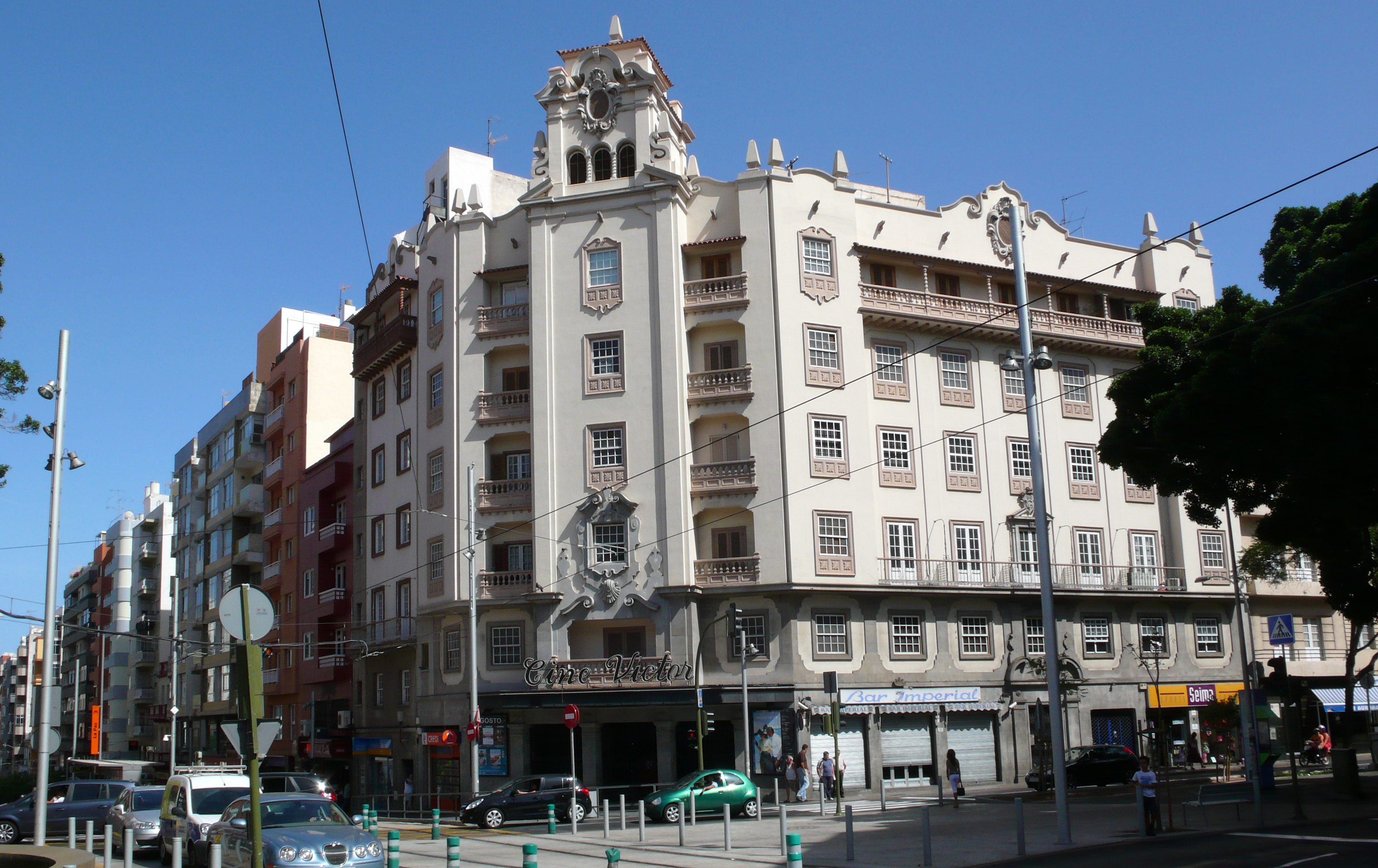
Cinema Víctor
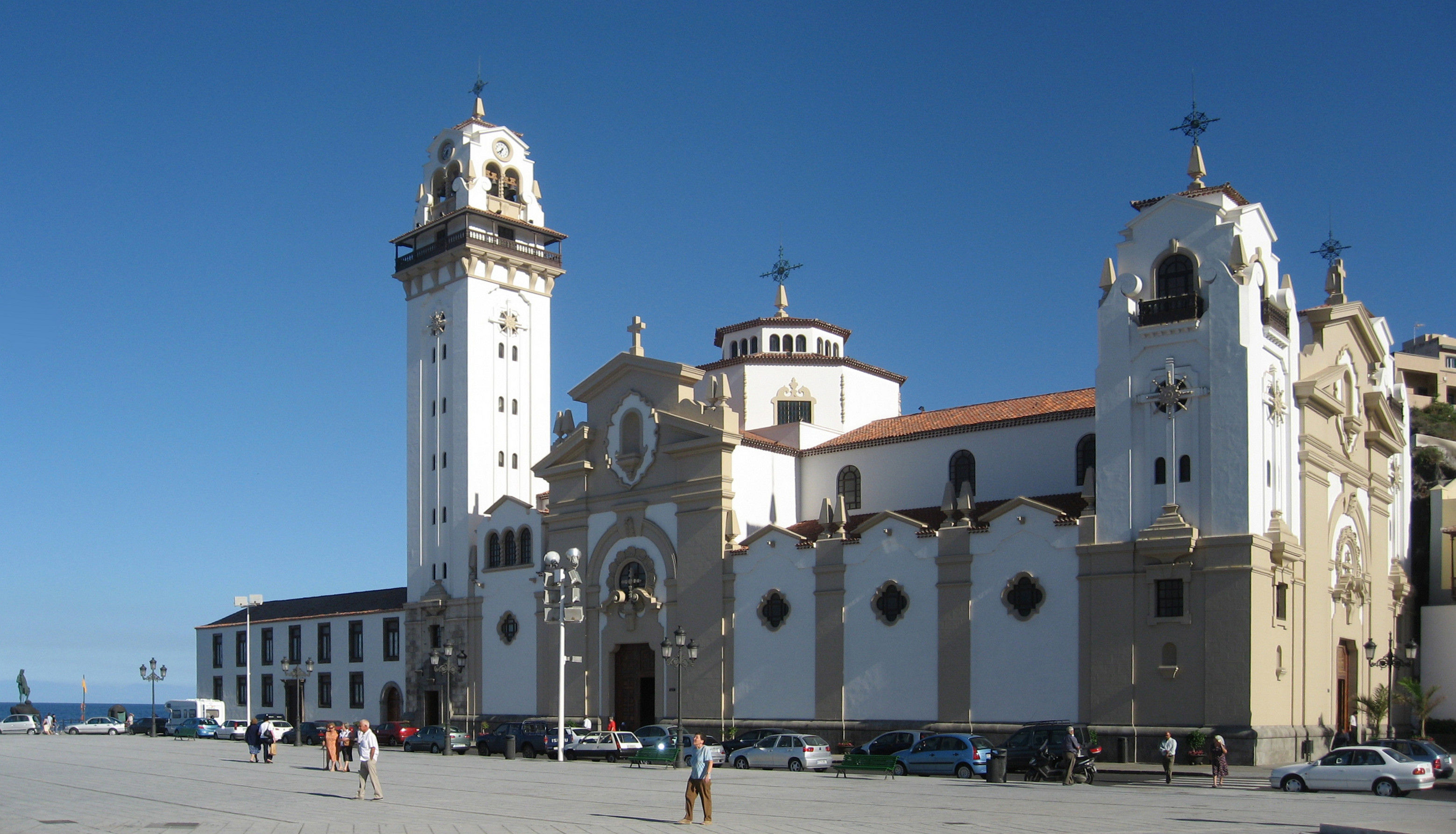
Basilica di Nostra Signora della Candelaria
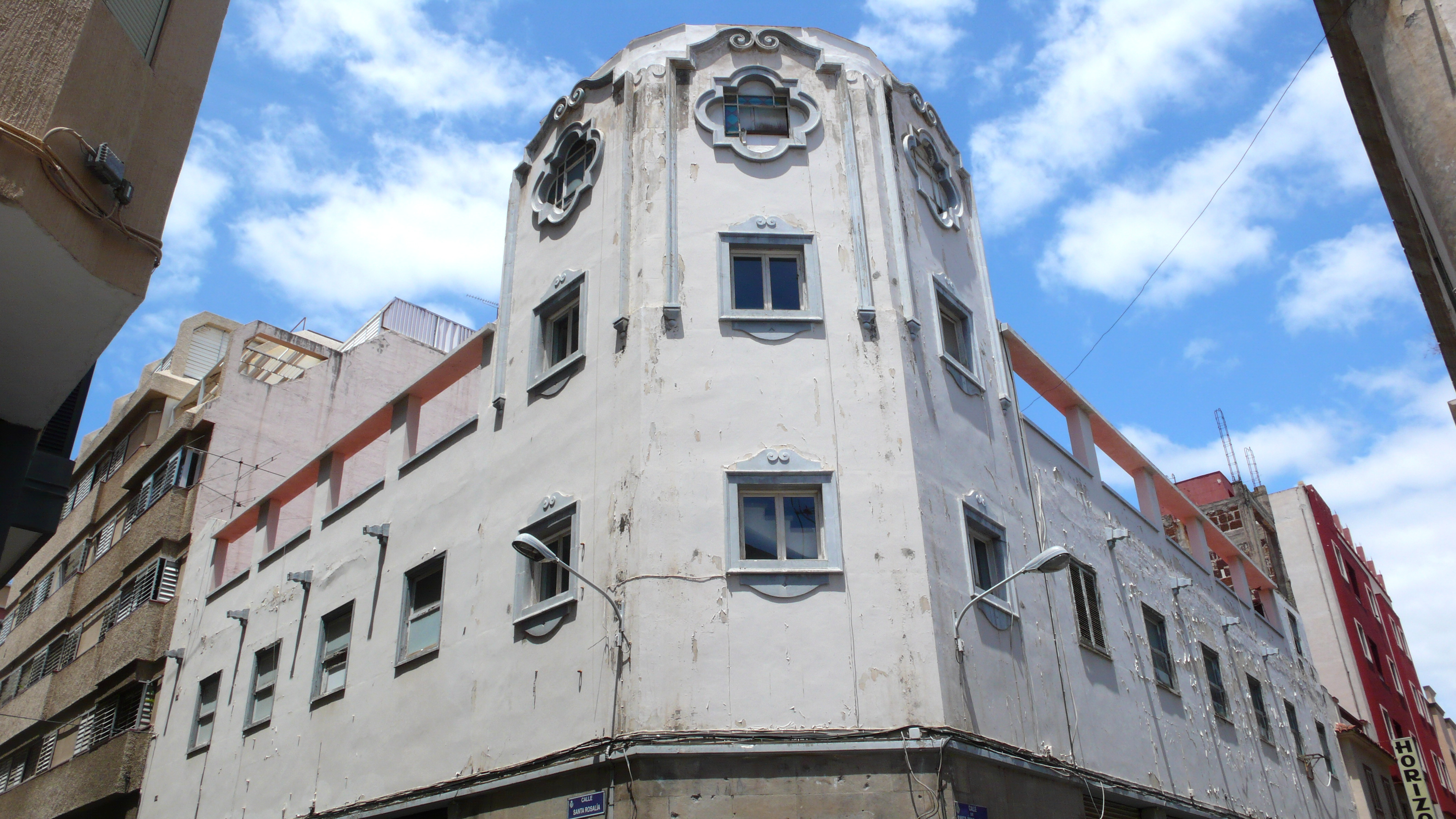
Edificio annesso al Cinema Royal Victoria a Santa Cruz de Tenerife.
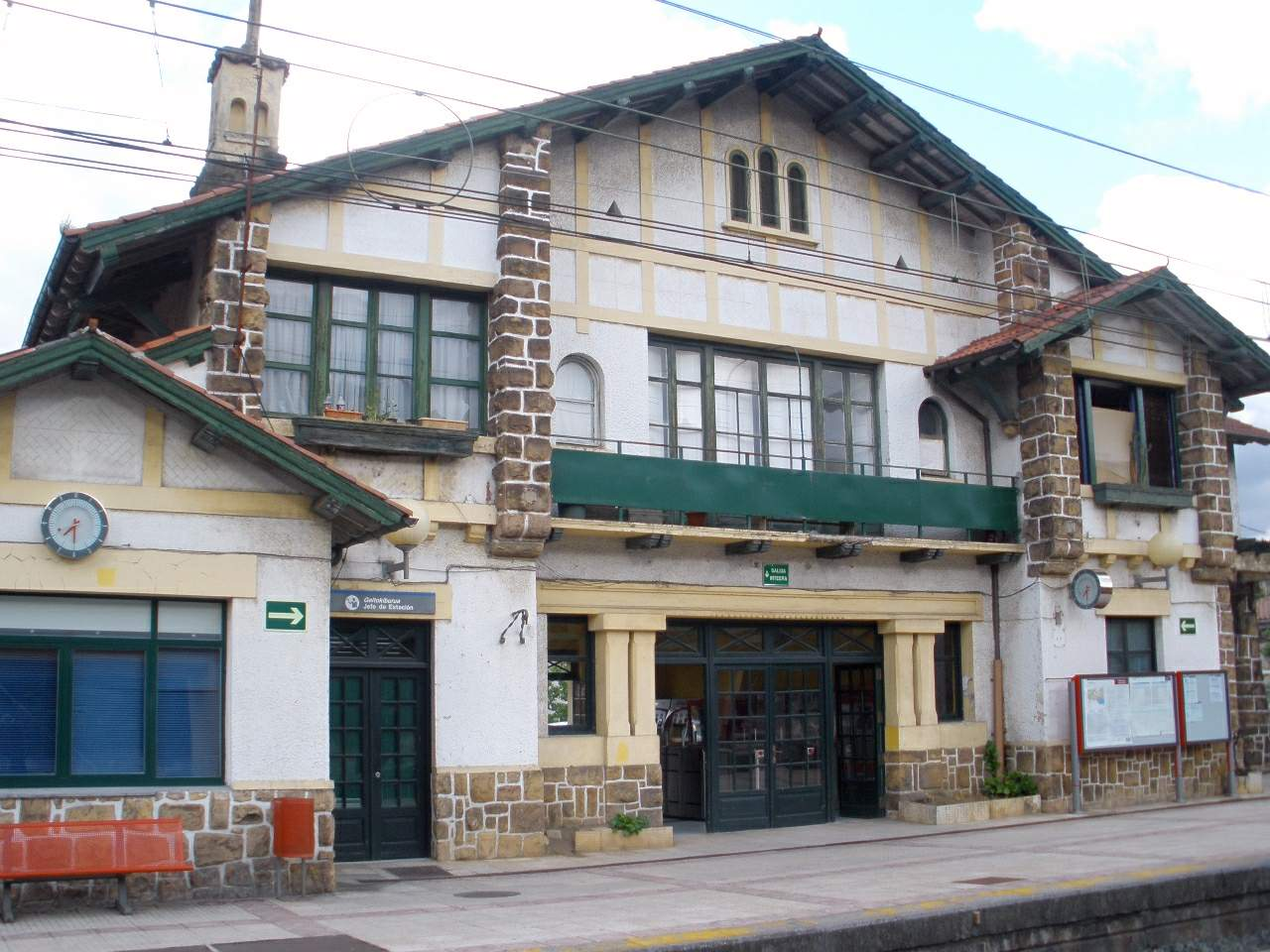
Stazione di Arrigorriaga.
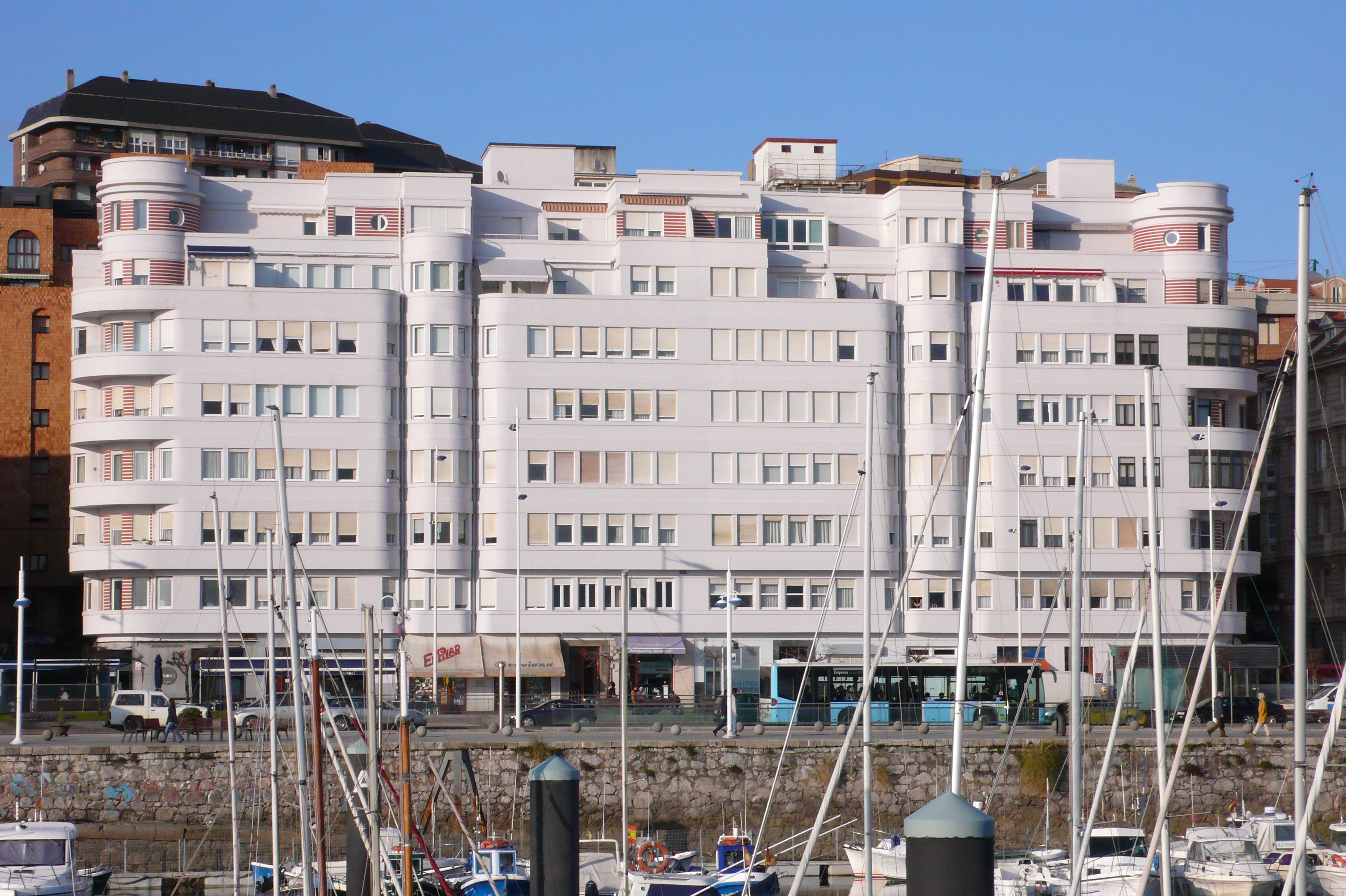
Edificio Siboney a Santander.
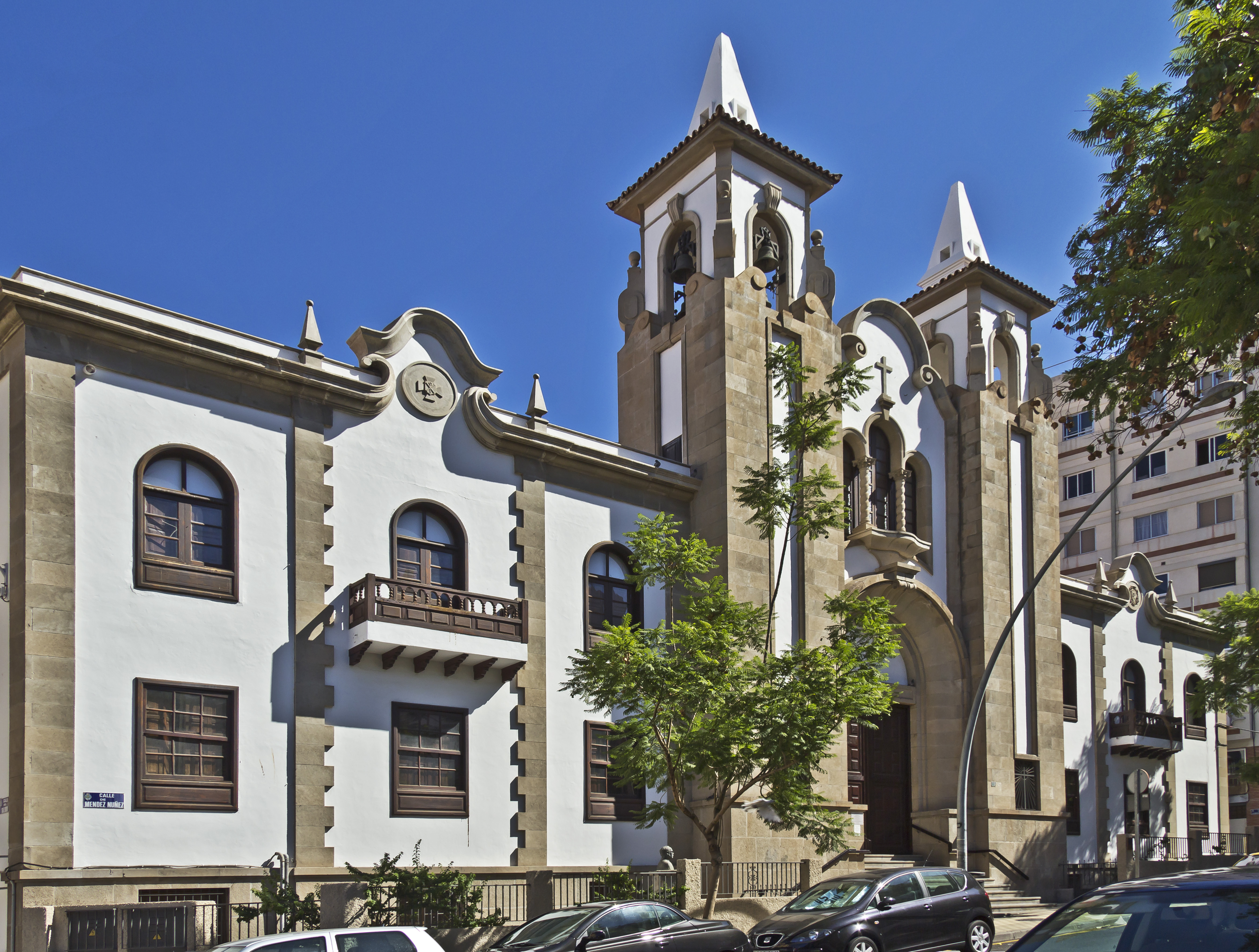
Chiesa di San Giuseppe nella capitale di Tenerife
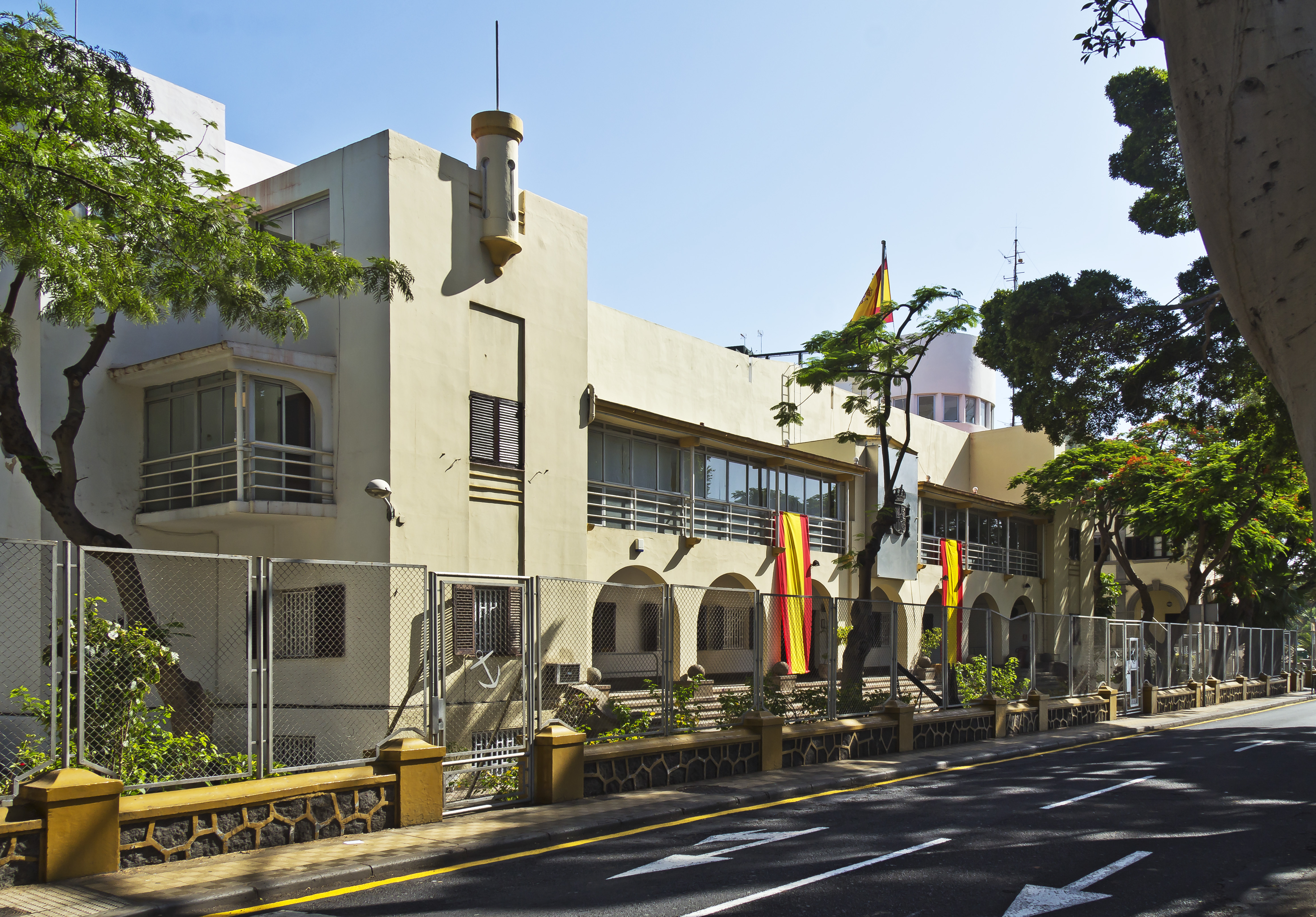
Comando della Marina di Santa Cruz.